# Eat to the Beat
Az Eat to the Beat az amerikai Blondie rockegyüttes 1979-es negyedik stúdióalbuma. Az angol albumlistán az első helyet érte el, a Billboard Top 200-on a 17. lett. Mind Amerikában, mind Angliában platinalemezt kapott.

## Története
A felvételek a New York-i Electric Lady és Power Station stúdiókban zajlottak. Az Atlanti-óceán mindkét partján kislemezen jelentek meg a Dreaming és az Atomic dalok, ezen felül Angliában az Union City Blue, Amerikában pedig a The Hardest Part került kislemezre.
Kiemelkedő volt az album vegyes stílusa: hallható rajta reggae (Die Young Stay Pretty, megelőlegezve a későbbi nagy reggae sikerdalukat, a The Tide Is High-ot), pop (Atomic), funk (The Hardest Part), és punk (Living In The Real World, Eat to the Beat). A Sound-A-Sleep egy lassú, szinte autentikus altatódal, a Victor pedig egy keményrock dal.
Az Eat to the Beat lett az első „videóalbum”, azaz kereskedelmi forgalomba került egy az album dalsorrendjét követő videóanyag, amelyre minden egyes, az albumon található dalhoz készült videóklip felkerült. Ezen kísérőfilmek többsége kisköltségvetésű klip volt, amelyeket rendszerint raktárépületekben vagy színpadtéren vettek fel, egyszerű színpadképpel.
Debbie Harry később megjegyezte, hogy az albumot támogató koncertkörút során legszívesebben az Accidents Never Happen és a Shayle című dalokat énekelte.
Tervbe volt véve, hogy negyedik kislemezként a Slow Motion című dal jelenik meg róla, és ennek megfelelően Mike Chapman producer készített hozzá egy remixet is, de az Amerikai dzsigoló című filmhez írt Call Me kislemez váratlan sikere után ezek a tervek végül nem valósultak meg. Az elkészült mix The Stripped Down Motown Mix néven később sok remix kislemezre felkerült.
Az Eat to the Beat digitálisan felújított változata az EMI és a Capitol kiadó jóvoltából jelent meg 2001-ben, négy bónuszdallal. Ez a kiadás 2007-ben újra megjelent, ekkor már a négy bónuszdal nélkül, helyettük egy videóklipeket tartalmazó DVD-vel.

## Az album dalai
Első oldal:
1. Dreaming (Debbie Harry, Chris Stein) – 3:08
2. The Hardest Part (Harry, Stein) – 3:42
3. Union City Blue (Nigel Harrison, Harry) – 3:21
4. Shayla (Stein) – 3:57
5. Eat to the Beat (Harrison, Harry) – 2:40
6. Accidents Never Happen (Jimmy Destri) – 4:15

Második oldal:
1. Die Young, Stay Pretty (Harry, Stein) – 3:34
2. Slow Motion (Laura Davis, Destri) – 3:28
3. Atomic (Destri, Harry) – 4:40
4. Sound-A-Sleep (Harry, Stein) – 4:18
5. Victor (Harry, Frank Infante) – 3:19
6. Living in the Real World (Destri) – 2:53

Bónuszdalok a 2001-es újrakiadáson:
1. Die Young Stay Pretty (élő) (Harry, Stein) – 3:27
2. Seven Rooms of Gloom (élő) (Brian Holland, Lamont Dozier, Edward Holland, Jr.) – 2:48
3. Heroes (élő) (David Bowie, Brian Eno) – 6:19
4. Ring of Fire (élő) (June Carter Cash, Merle Kilgore) – 3:30

A 2007-es DVD melléklet számai:
1. Eat to the Beat (Harrison, Harry)
2. The Hardest Part (Harry, Stein)
3. Union City Blue (Nigel Harrison, Harry)
4. Slow Motion (Laura Davis, Destri)
5. Shayla (Stein)
6. Die Young, Stay Pretty (Harry, Stein)
7. Accidents Never Happen (Jimmy Destri)
8. Atomic (Destri, Harry)
9. Living in the Real World (Destri)
10. Sound-A-Sleep (Harry, Stein)
11. Victor (Harry, Frank Infante)
12. Dreaming (Debbie Harry, Chris Stein)

## Közreműködők
- Frank Infante – vokál, gitár
- Jimmy Destri – vokál, billentyűsök
- Deborah Harry – ének
- Chris Stein – gitár
- Nigel Harrison – basszusgitár
- [Clem Burke] – dob
- Randy Hennes – harmonika az "Eat To The Beat"ben
- Robert Fripp – gitár a Heroesban
- Ellie Greenwich – háttérvokál
- Lorna Luft – háttérvokál
- Donna Destri – háttérvokál
- Mike Chapman – háttérvokál

## Eladási minősítések
| Szervezet | Minősítés | Dátum                |
| --------- | --------- | -------------------- |
| BPI – UK  | arany     | 1978. szeptember 21. |
| BPI – UK  | Platina   | 1979. október 25.    |
| RIAA – US | arany     | 1980. február 1.     |
| RIAA – US | Platina   | 1980. július 10.     |